# 栃木市立寺尾中央小学校
栃木市立寺尾中央小学校（とちぎしりつ てらおちゅうおうしょうがっこう）は、栃木県栃木市梅沢町にあった公立小学校。

## 沿革
- 2014年3月 - 栃木市立寺尾南小学校と統合し、栃木市立寺尾小学校となる[1]。

## 学区
旧寺尾村域の中部および北部に相当する地区が寺尾中央小学校の学区となっている。
- 出流町
- 星野町
- 鍋山町

- 梅沢町（一部を除く）
- 大久保町

## 周辺
- 栃木市役所寺尾支所
- 栃木警察署寺尾駐在所
- 梅澤郵便局
- 栃木市立寺尾中学校